# Tokmok
Tokmok (kirgiziska: Токмок, ryska: Токмак, Tokmak) är en stad som har status motsvarande ett distrikt i provinsen Tjüi i norra Kirgizistan. Staden ligger söder om floden Tju (Tjüi), som här utgör gräns mot Kazakstan, cirka 60 kilometer öster om huvudstaden Bisjkek, på en höjd av 800 meter över havet. Antalet invånare 2015 var 63 047.

## Geografi
Terrängen runt Tokmok är platt västerut, men österut är den kuperad. Runt Tokmok är det ganska glesbefolkat, med 26 invånare per kvadratkilometer. Tokmok är det största samhället i trakten. Trakten runt Tokmok består i huvudsak av gräsmarker.